# Rampura
Rampura è una suddivisione dell'India, classificata come nagar panchayat, di 17.761 abitanti, situata nel distretto di Neemuch, nello stato federato del Madhya Pradesh. In base al numero di abitanti la città rientra nella classe IV (da 10.000 a 19.999 persone).

## Geografia fisica
La città è situata a 24° 30' 10 N e 75° 26' 09 E.

## Società

### Evoluzione demografica
Al censimento del 2001 la popolazione di Rampura assommava a 17.761 persone, delle quali 9.223 maschi e 8.538 femmine. I bambini di età inferiore o uguale ai sei anni assommavano a 2.490, dei quali 1.299 maschi e 1.191 femmine. Infine, coloro che erano in grado di saper almeno leggere e scrivere erano 11.362, dei quali 6.879 maschi e 4.483 femmine.